# Prêmio Grammy Latino à Excelência Musical
O Prêmio Grammy Latino à Excelência Musical é uma categoria honorária do Grammy Latino concedida pela Academia Latina da Gravação a "artistas que fizeram contribuições de significado artístico excepcional para a música latina". Os galardoados com o prêmio são anunciados durante a "Semana do Grammy Latino", uma série de eventos oficiais relacionados que ocorre nas semanas anteriores à cerimônia de premiação anual.
Desde sua introdução, a categoria foi concedida a diversos artistas originários de: Argentina, Brasil, Chile, Colômbia, Cuba, Espanha, Estados Unidos, México,  Peru, Portugal, República Dominicana, Uruguai e Venezuela.
Os primeiros vencedores, no ano de 2004, foram Mercedes Sosa, José José, Roberto Carlos, Willie Colón e Antonio Aguilar. Anos mais tarde, José e Carlos foram prestigiados como Personalidade do Ano da Academia Latina da Gravação, respectivamente em 2005 e 2015. O cantor e compositor mexicano Armando Manzanero e a compositora estadunidense Linda Ronstadt também foram incluídos nesta categoria honorífica em 2014 e 2016, respectivamente. Até os dias de hoje, o único a receber o prêmio de forma póstuma é o colombiano Joe Arroyo, falecido em 2011 e vencedor do prêmio apenas meses após sua morte. Em 2014, Carlos do Carmo tornou-se o primeiro português a receber o prêmio.

## Vencedores
| Ano  | Vencedor                | Vencedor                | Nacionalidade        | Gênero musical                  | Ref.   |
| ---- | ----------------------- | ----------------------- | -------------------- | ------------------------------- | ------ |
| 2004 |                         | Antonio Aguilar         | México               | Bolero                          | [ 9 ]  |
| 2004 |                         | Roberto Carlos          | Brasil               | MPB                             | [ 9 ]  |
| 2004 |                         | Willie Colón            | Estados Unidos       | salsa                           | [ 9 ]  |
| 2004 |                         | José José               | México               | Pop latino                      | [ 9 ]  |
| 2004 |                         | Mercedes Sosa           | Argentina            | Música folclórica Nueva canción | [ 9 ]  |
| 2005 | Rocío Dúrcal            | Rocío Dúrcal            | Espanha              | Ranchera Bolero                 | [ 10 ] |
| 2005 | Generoso Jiménez        | Generoso Jiménez        | Cuba                 | salsa                           | [ 10 ] |
| 2005 |                         | Jorge Ben Jor           | Brasil               | Samba rock Samba funk           | [ 10 ] |
| 2005 |                         | Sérgio Mendes           | Brasil               | Bossa nova Latin jazz           | [ 10 ] |
| 2005 | Johnny Pacheco          | Johnny Pacheco          | República Dominicana | Son montuno salsa               | [ 10 ] |
| 2005 |                         | Sandro                  | Argentina            | Rock and roll Pop latino        | [ 10 ] |
| 2006 |                         | León Gieco              | Argentina            | Rock                            | [ 11 ] |
| 2006 |                         | Graciela                | Cuba                 | Latin jazz                      | [ 11 ] |
| 2006 |                         | César Camargo Mariano   | Brasil               | MPB                             | [ 11 ] |
| 2006 | Richie Ray & Bobby Cruz | Richie Ray & Bobby Cruz | Estados Unidos       | salsa                           | [ 11 ] |
| 2006 |                         | Paloma San Basilio      | Espanha              | Pop latino                      | [ 11 ] |
| 2006 | Alberto Vázquez         | Alberto Vázquez         | México               | Rachera Balada                  | [ 11 ] |
| 2006 |                         | Johnny Ventura          | República Dominicana | salsa                           | [ 11 ] |
| 2007 |                         | Alberto Cortez          | Argentina            | Bolero                          | [ 12 ] |
| 2007 |                         | Lucho Gatica            | Chile                | Bolero                          | [ 12 ] |
| 2007 |                         | Olga Guillot            | Cuba                 | Bolero                          | [ 12 ] |
| 2007 |                         | Os Paralamas do Sucesso | Brasil               | Rock                            | [ 12 ] |
| 2007 |                         | Los Tigres del Norte    | México               | Norteño                         | [ 12 ] |
| 2007 |                         | Chavela Vargas          | México               | Ranchera                        | [ 12 ] |
| 2008 |                         | Vikki Carr              | Estados Unidos       | Pop latino                      | [ 13 ] |
| 2008 |                         | Cheo Feliciano          | Porto Rico           | salsa                           | [ 13 ] |
| 2008 |                         | Astrud Gilberto         | Brasil               | Bossa nova Jazz                 | [ 13 ] |
| 2008 |                         | Angélica María          | México               | Pop latino                      | [ 13 ] |
| 2008 |                         | María Dolores Pradera   | Espanha              | Bolero                          | [ 13 ] |
| 2008 |                         | Estela Raval            | Argentina            | Pop latino                      | [ 13 ] |
| 2009 |                         | Candido Camero          | Cuba                 | Jazz                            | [ 14 ] |
| 2009 |                         | Beth Carvalho           | Brasil               | Samba                           | [ 14 ] |
| 2009 |                         | Charly García           | Argentina            | Rock                            | [ 14 ] |
| 2009 |                         | Tania Libertad          | Peru/ México         | Balada Ranchera                 | [ 14 ] |
| 2009 |                         | Marco Antonio Muñiz     | México               | Bolero                          | [ 14 ] |
| 2009 |                         | Juan Romero             | México               | Bolero                          | [ 14 ] |